# Trachycystis ussuriensis
Trachycystis ussuriensis är en bladmossart som beskrevs av T. Koponen 1977. Trachycystis ussuriensis ingår i släktet Trachycystis och familjen Mniaceae. Inga underarter finns listade i Catalogue of Life.